# 老撾稻米種植

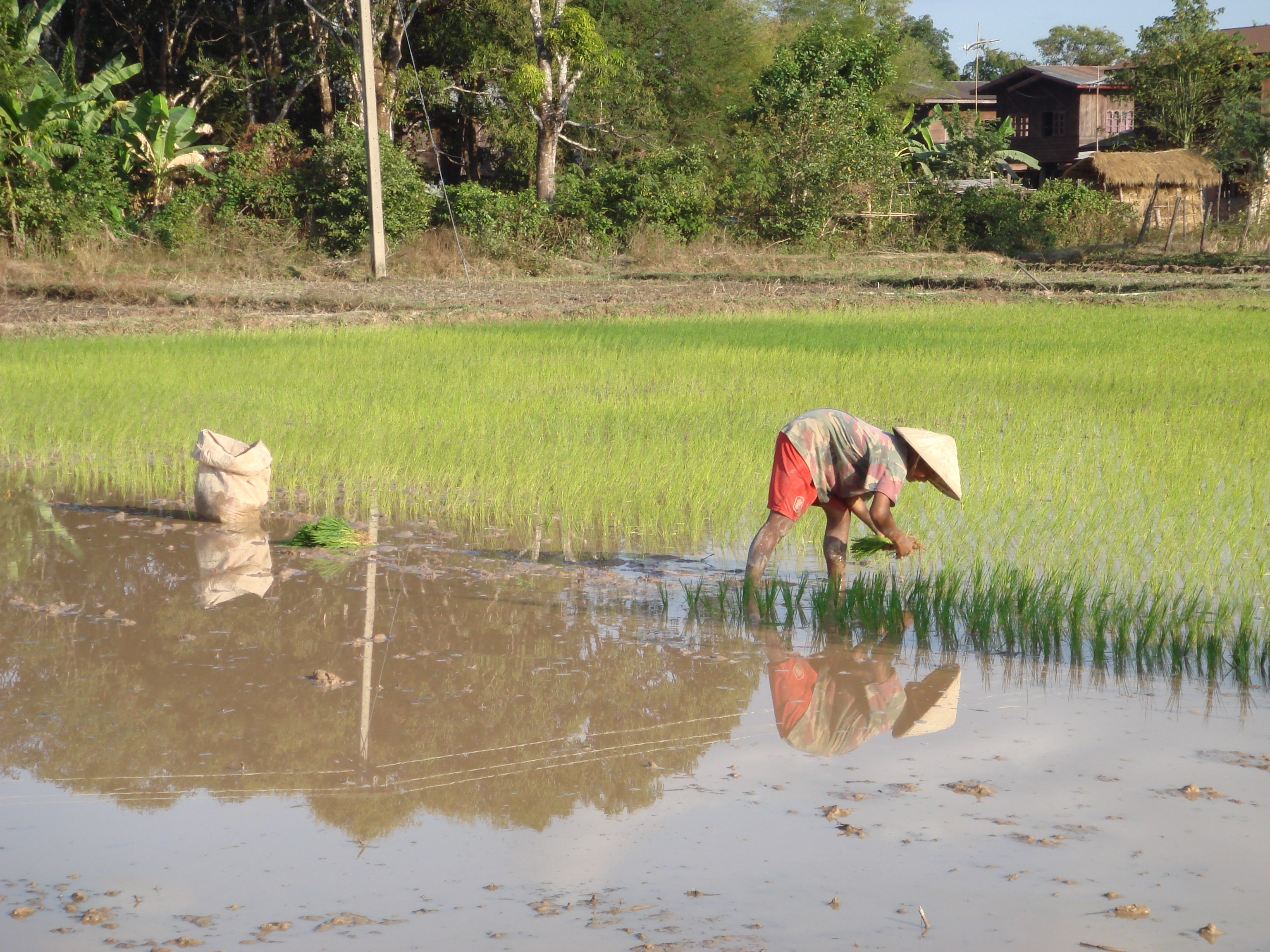
位於寮國占巴塞省的稻田

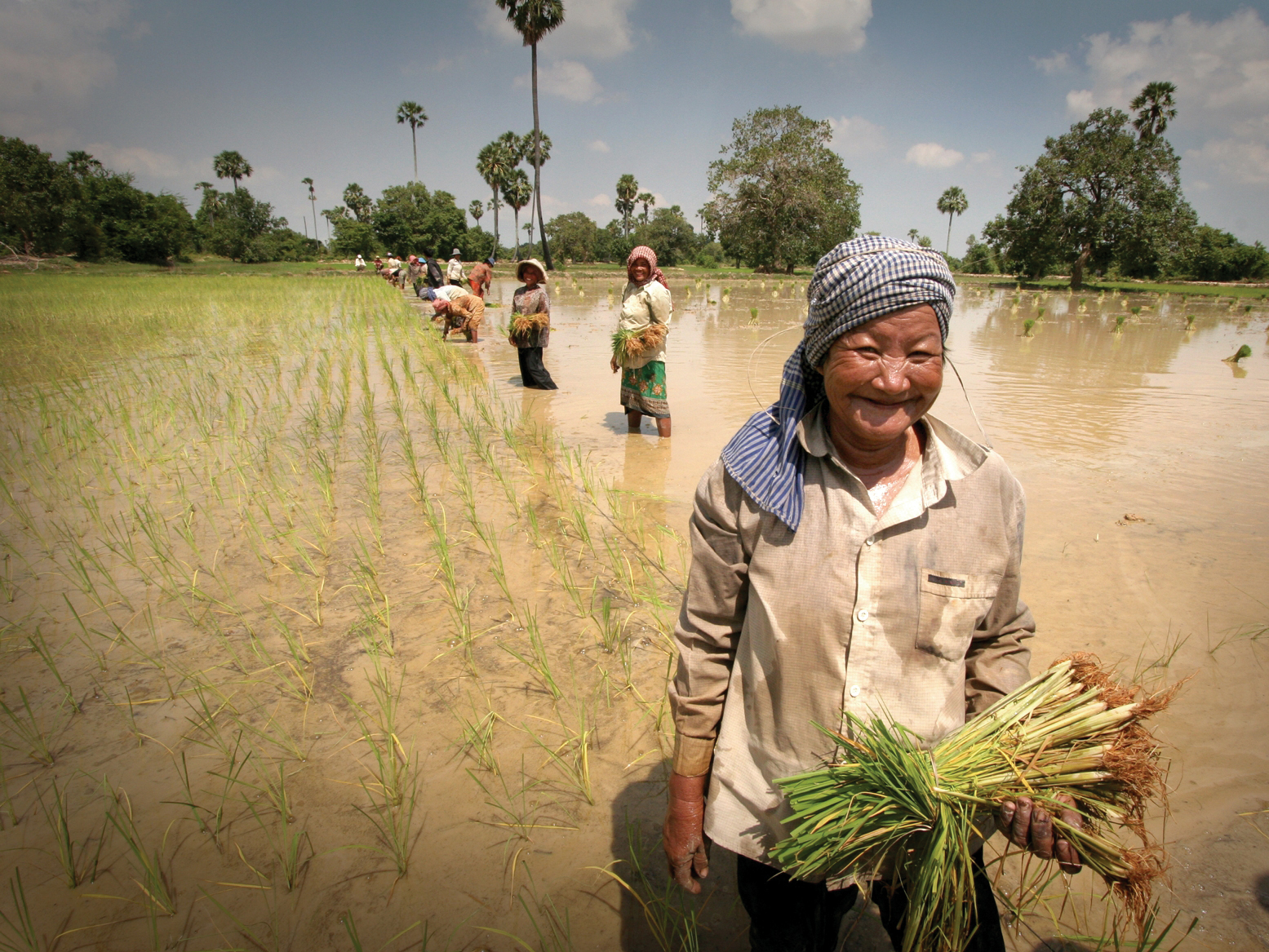
在南部城市塞公種稻的農婦

水稻種植，對老撾國民經濟和糧食供應很重要。老撾主要的水稻品種是糯米。
稻米是雨季期間生長的主要作物，在通常情況下，降雨量足以生產水稻。但是，如果在水稻種植週期的關鍵時期停止降雨數周至一個月，產量將受到顯著影響。旱稻品種雖然適應較低的水分需求，但也受到間歇性降雨的影響，因為農民無法在其田地中儲水。
整個1980年代（除了1988年和1990年代初期），稻田佔農業用地的80％以上，占主要農作物總產量的73％至84％。低地稻田（那）的灌溉溝裡也產魚。1974年至1986年間，大米產量翻了一番多，從不到70萬噸增加到140萬噸;然而，1987年和1988年的干旱使年產量減少了近三分之一，達到約100萬噸，迫使政府依靠外國糧食援助來滿足其國內需求。1988年和1989年，約有14萬噸大米被捐贈或出售給老撾。隨著天氣的改善和逐漸放棄農業集體化，1989年稻米產量激增40％。產量的增加反映了農業部門對經濟的重要性，並對老撾經濟復甦負有主要責任。
1990年，產量繼續增加，但速度要慢得多，達到了水稻自給自足的程度：達到創紀錄的150萬噸。然而，國家一級的充分性掩蓋了相當大的區域差異。湄公河南部的甘蒙省，沙灣拿吉省和占巴塞省定期豐收，萬象和烏多姆賽省也是如此，但因運輸系統不足，往往使得某些省份從泰國或越南購買大米比從其他省份購買大米更容易。據一些消息來源稱，從1986年到1991年，從事水稻生產的勞動力比例逐漸下降了30％以上，這是政府鼓勵的趨勢，因為它傾向於增加出口導向型生產。然而，一些人擔心這種趨勢會威脅到糧食的持續自給自足，這是政府的另一個關鍵目標。然而，持續的自給自足更可能取決於農業投入的持續增加，例如化肥和改良水稻品種，而不是實際參與種植的工人數量。
整個1980年代稻米產量的總體增長是每公頃生產力提高的結果，而不是稻米種植面積的增加; 事實上，稻米種植面積在1980年代有所下降，從1980年的732,000公頃減少到1990年的657,000公頃。然而，由於農民很少使用化肥或灌溉及傾向只種一造，儘管政府努力促進雙季稻的使用，但大多數土地在20世紀90年代初期仍然只產出一造作物。